# Stor-Krokträsket
Stor-Krokträsket är en sjö i Skellefteå kommun i Västerbotten och ingår i Rickleåns huvudavrinningsområde. Sjön har en area på 0,382 kvadratkilometer och ligger 272,3 meter över havet. Sjön avvattnas av vattendraget Myrträskbäcken.

## Delavrinningsområde
Stor-Krokträsket ingår i det delavrinningsområde (718806-167714) som SMHI kallar för Utloppet av Stor-Krokträsket. Medelhöjden är 326 meter över havet och ytan är 9,96 kvadratkilometer. Det finns ett avrinningsområde uppströms, och räknas det in blir den ackumulerade arean 23,85 kvadratkilometer. Myrträskbäcken som avvattnar avrinningsområdet har biflödesordning 3, vilket innebär att vattnet flödar genom totalt 3 vattendrag innan det når havet efter 123 kilometer. Avrinningsområdet består mestadels av skog (83 procent). Avrinningsområdet har 0,67 kvadratkilometer vattenytor vilket ger det en sjöprocent på 6,8 procent.